# 최준옹
최준옹은 후삼국 시대의 인물이다.

## 동주 최씨(東州 崔氏)의 시조
최준옹은 득성시조 소벌도리의 22세손인 계양성의 증손으로 본래 신라인이었으나 창원(현재의 철원)에서 살았다. 왕건을 도와 고려 개국에 진력하였으며, 왕건이 태조가 된 후 개국벽상공신(開國壁上功臣)에 책록되어 벼슬이 삼중대광태사(三重大匡太師)에 이르렀다 

## 같이 보기
- 동주 최씨(東州 崔氏)

동주는 철원의 옛 이름으로 강원도 북서부, 영서지방 북부에 위치하는 지명으로 고구려 때 철원 또는 모을동비군이었는데 신라 경덕왕 때 철성군으로 고쳤다. 고려 태조 때 동주로 고쳤고, 성종 14년(995년)에 단련사를 두었다가 목종 8년(1005년) 이를 없애고, 현종 9년(1018년) 지동주사를 두었다가 고종 때 강등하여 현령을 두었다. 그 후 승격하여 목이 되었으며, 충선왕 2년(1310년)에 철원부가 되었다. 조선 태종 13년(1413년)에 도호부가 되어 경기도에서 강원도로 이속되었으며, 고종 32년(1895년)에 철원군으로 고친 후 1931년 철원읍으로 승격되었다. 